# Połotnianyj Zawod (stacja kolejowa)
Połotnianyj Zawod (ros. Полотняный Завод) – stacja kolejowa w miejscowości Połotnianyj Zawod, w rejonie dzierżyńskim, w obwodzie kałuskim, w Rosji. Położona jest na linii Wiaźma – Kaługa.
Kończy się tu biegnący od Kaługi zelektryfikowany odcinek linii.

## Historia
Stacja powstała w czasach carskich na linii kolei riażsko-wiaziemskiej pomiędzy stacjami Piatowskaja i Gowardowo.